# Chris Martin (diretor)
Chris Martin é um escritor, ator, produtor e diretor norte-americano. Sua obra de maior sucesso é o dorama, DramaWorld, produzida pelo VIKI e presente na Netflix.

## Obras
| Ano  | Obra                | Função                                                    |
| ---- | ------------------- | --------------------------------------------------------- |
| 2016 | DramaWorld          | Cliente (Participação especial) Escritor Produtor Diretor |
| 2016 | 270                 | Assistente de direção                                     |
| 2014 | A Very Small Matter | Assistente de câmara Operador de câmara                   |
| 2013 | Honor Bound         | Assistente de direção                                     |
| 2012 | Ash                 | Assistente de direção                                     |
| 2011 | Egg                 | Tim (Participação especial) Diretor Co-escritor Editor    |
| 2011 | Sick                | Produtor                                                  |

## Ligação externa
Chris Martin - IMDb